# Microvettura
La microvettura era un tipo di autovettura di ridottissime dimensioni diffusa in Europa specialmente negli anni cinquanta.

## Descrizione

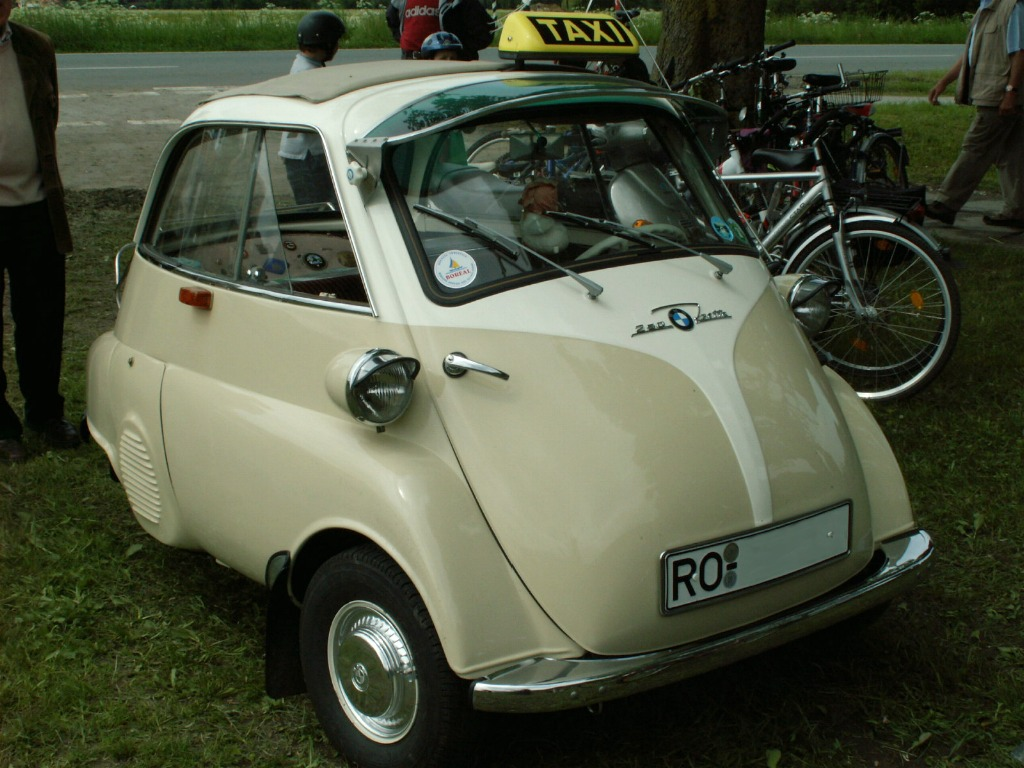
Una BMW Isetta, tipico esempio di microvettura

La microvetture erano caratterizzate da forme particolari, ed erano estremamente economiche nell'equipaggiamento, nelle finiture e nella meccanica. Spesso erano caratterizzate dall'avere solamente tre ruote. Le microvetture possono essere considerate le eredi di quelle che nei primi decenni del secolo erano note come autocicli.
Erano quasi sempre a due posti e per conciliare l'abitabilità in uno spazio così ristretto (quasi sempre abbondantemente sotto i 3 metri di lunghezza) venivano utilizzate soluzioni tecniche originali ma pur sempre economiche. L'italiana Iso Isetta, per esempio (poi prodotta su licenza anche dalla BMW), era dotata di un'unica portiera che inglobava l'intero frontale e ad essa veniva incernierato il piantone del volante, in modo tale che all'apertura della stessa lo sterzo si spostasse in avanti per poter lasciare spazio sufficiente ad accedere in abitacolo.
Un microvettura piuttosto famosa era prodotta dalla tedesca Messerschmitt AG, costruito su licenza MI-VAL, caratterizzata dai due posti in tandem, come su alcuni autocicli di trent'anni prima. La meccanica era spesso di origine motociclistica, di cilindrata bassa, ma sufficiente a garantire prestazioni accettabili.

## Storia

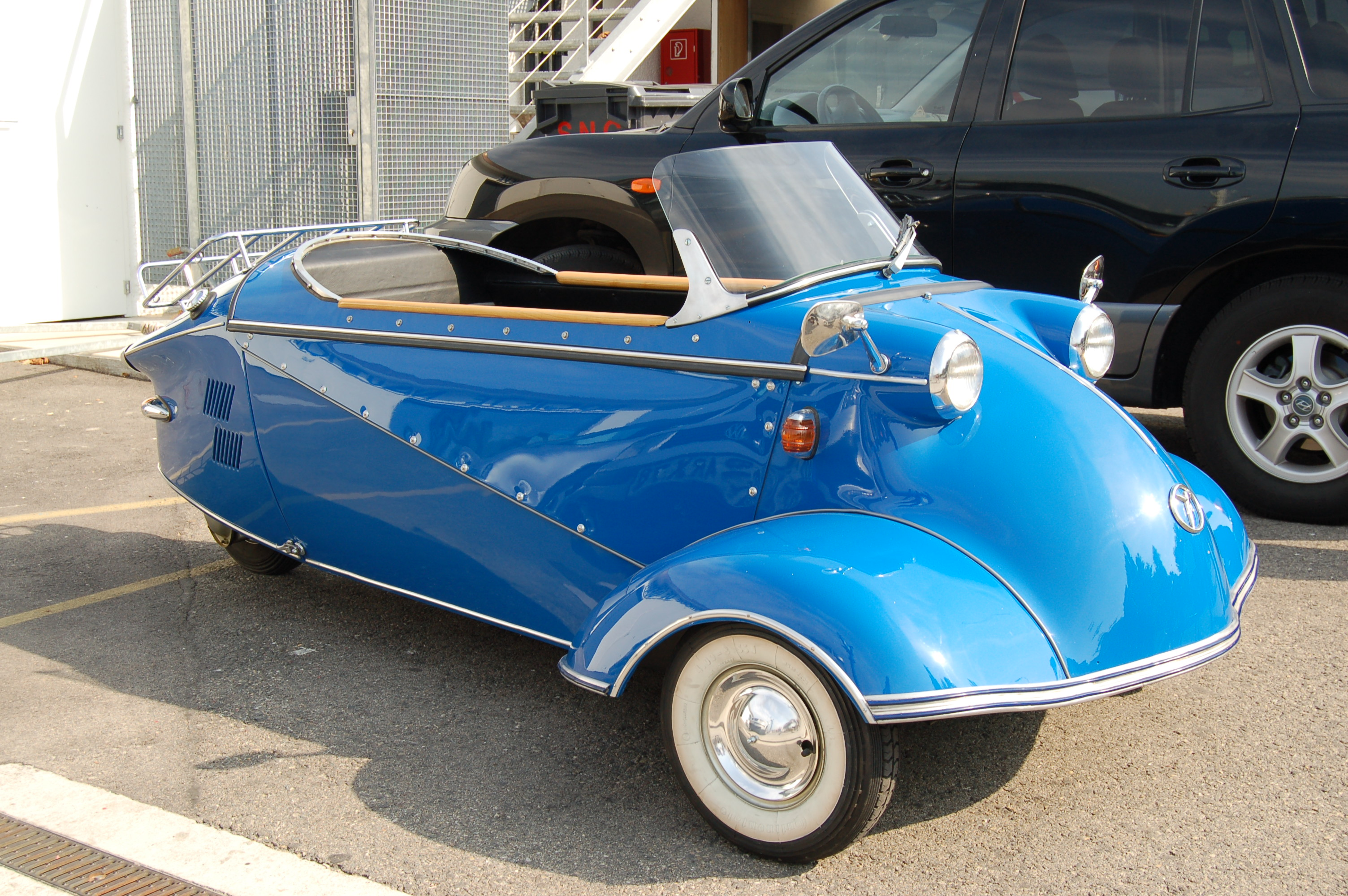
Una Messerschmitt KR 200

L'esigenza di produrre microvetture nacque subito dopo la seconda guerra mondiale, quando le risorse economiche si fecero scarse. Un altro grave problema era rappresentato dalla Crisi di Suez del 1956, che incentivò la produzione di vetture molto economiche.
Occorreva quindi tornare a motorizzare diverse nazioni, ma al massimo dell'economia. In Italia, uno dei più famosi produttori di microvetture fu la Iso di Renzo Rivolta, che commercializzò l'Isetta, la quale ottenne maggior successo in Germania, dove fu prodotta su licenza dalla BMW, che oggi produce vetture di prestigio, ma all'epoca dovette piegarsi anch'essa ad una situazione economica tutt'altro che facile.
Fu in effetti la Germania uno dei Paesi in cui le microvetture si diffusero maggiormente: altri Paesi invece ignorarono tale fenomeno.  All'inizio degli anni sessanta le microvetture cominciarono ad essere sempre meno diffuse. Alla fine degli anni novanta il concetto di microvettura fu rispolverato grazie all'introduzione della Smart Fortwo.
Oggi esistono molte vetture di piccole dimensioni che sono però chiamate Microcar.